# Langelurillus horrifer
Langelurillus horrifer är en spindelart som beskrevs av Rollard, Wesolowska 2002. Langelurillus horrifer ingår i släktet Langelurillus och familjen hoppspindlar. Inga underarter finns listade i Catalogue of Life.